# Муминджанов, Ильхам Ибрагимович
Ильхам Ибрагимович Муминджанов (узб. Ilhom Ibrohimovich Moʻminjonov; 21 января 1979 года, Узбекская ССР, СССР) — узбекистанский футболист, игравший на позиции нападающего. Тренер.

## Биография
Начинал карьеру в ташкентском МХСК в 1998 году. Последующие четыре сезона играл за ташкентский «Трактор». Затем в течение одного сезона выступал за наманганский «Навбахор». После этого еще два сезона играл за такшентский «Трактор». В 2006 и 2007 годах играл за ташкентский «Локомотив», затем играл за ташкентское «Курувчи» (клуб в 2008 году сменил название на «Бунёдкор»). В «Курувчи» в 2007 году становился лучшим бомбардиром Высшей лиги Узбекистана, выиграл серебряные медали чемпионата и Кубка Узбекистана того сезона.
В 2001 году сыграл два матча (против сборных ОАЭ и Китая) за национальную сборную Узбекистана, в 2007 году сыграл один матч против сборной Эстонии.
После завершения игровой карьеры начал тренерскую деятельность. Два года тренировал ташкентскую «НБУ-Азия», далее, в 2013 году возглавлял «Пахтакор-2». В 2014 год входил в тренерский штаб юношеской сборной Узбекистана. В 2016 году возглавлял команду дублёров ташкентского «Пахтакора».
С 2016 по 2018 год являлся главным тренером наманганского «Навбахора». В январе 2019 года был назначен главным тренером термезского «Сурхана», но в феврале был дисквалифицирован на один год.